# Mutter Meera

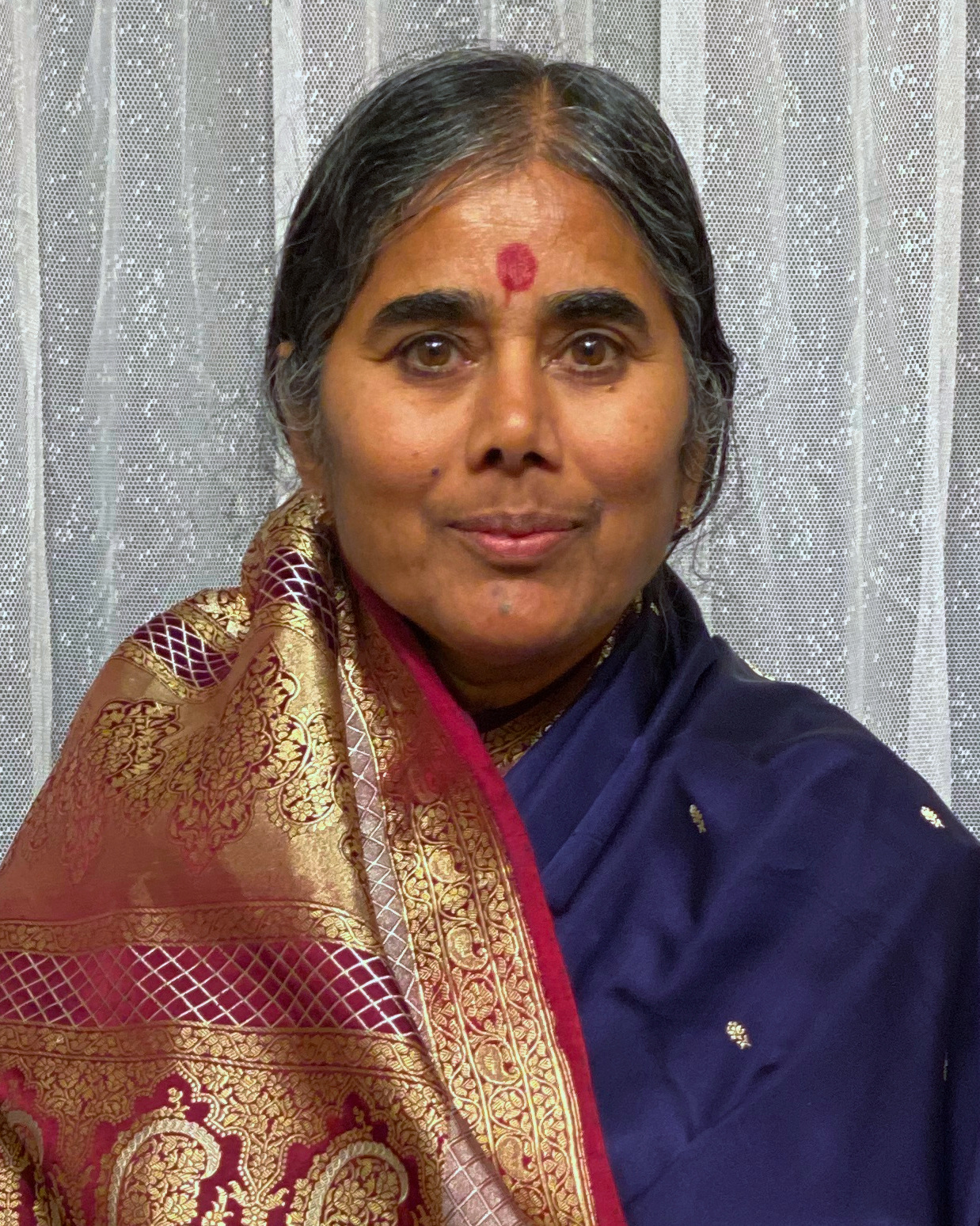
Mutter Meera (2020)

Mutter Meera (* 26. Dezember 1960 in Chandepalle als Kamala Reddy, im heutigen Bundesstaat Telangana, Indien) ist eine in Deutschland lebende indische geistige Lehrerin und Autorin. Sie gibt Darshan eine stille Segnung und Meditationen, in Deutschland und vielen anderen Ländern, die sie bereist. Obwohl sie sich selbst nicht als Guru sieht,  und keine bestimmte Religion propagiert, gilt sie doch als zeitgenössische weibliche Heilige Indiens in der anglo-europäischen Hemisphäre.  Sie wird von Anhängern als Avatar bezeichnet.

## Leben
Im Alter von sechs Jahren soll Mutter Meera ihre erste Erfahrung des Samadhi gemacht haben. Ihr Onkel Bulgur Venkat Reddy traf sie, als sie 11 Jahre alt war, zum ersten Mal und erkannte in ihr das Mädchen seiner Visionen. In ihm wuchs die Überzeugung, dass sie die göttliche Mutter sei, und er nahm sich ihrer an. Im Jahr 1974 brachte er sie erstmals zum Sri-Aurobindo-Ashram in Pondicherry, dessen Mitglied er war. Einige Monate später brachte er sie dann auf eine Mädchenschule, wo sie etwa zwei Jahre blieb.
Im Jahr 1976 kehrte sie nach Pondicherry zurück. Dort traf sie die ersten Besucher aus dem Westen und begann Darshan zu geben. 1979 wurde sie von ihren ersten Anhängern nach Montreal in Kanada eingeladen, wo sie bei größeren Audienzen Darshan gab und mehrfach wieder hinreiste. 1981 besuchte sie Deutschland, wo sie sich ein Jahr später niederließ und einen Deutschen heiratete. Gegenwärtig gibt sie Darshan im „Waldecker Hof“, dem zu einem Hotel umgebauten ehemaligen Wirtschaftsgebäude vom Schloss Schaumburg in Balduinstein.

## Aktivitäten
Mutter Meera empfängt viele Tausend Besucher zum Darshan, die in Stille stattfinden. Während des Darshans berührt sie die Besucher an den Schläfen und schaut ihnen danach in die Augen. Sie hält keine Vorträge.
Nach ihrer Lehre besteht ihre Aufgabe darin, das Paramatman-Licht (erklärt als „Licht des höchsten Selbst“) herabzubringen. Diesem Licht könne man sich durch Japa öffnen, der geistigen Wiederholung eines göttlichen Namens oder Mantras. Das könne ganz informell geschehen. Ihre Lehre gehört zu Bhakti, dem Weg der liebenden, emotionalen Hingabe an das Göttliche.
Mutter Meera gehört keiner bestimmten indischen Tradition an. Ihre Arbeit hat jedoch eine gewisse Nähe zu Aurobindo.
Mutter Meera eröffnete am 7. Juni 2010 eine internationale englischsprachige Schule in ihrem Ashram in Madanapalle (Indien). Im April 2017 zählte die Schule etwa 1300 Schüler.

## Zitate
„Ein verbreiteter Irrtum ist, zu denken, dass eine Wirklichkeit die Wirklichkeit sei. Man muss immer vorbereitet sein, eine Wirklichkeit für eine größere aufzugeben.“

„Gott und der Avatar sind einerseits das Gleiche und andererseits unterschiedlich. Der Avatar kommt von Gott und hat seine Kraft und sein Licht von Gott. Aber wir können beide unterscheiden, denn der Avatar hat einen menschlichen Körper, während Gott keine Form hat und gleichzeitig alle Formen ist. Jeder Avatar ist eine Manifestation eines Teils des Göttlichen, des Paramatman.“

## Trivia
Laut einem Artikel in der Entertainment Weekly aus dem Jahr 1994 wurde Madonnas Welthit „Secret“ von Mutter Meera inspiriert.

## Buchveröffentlichungen
- Mutter Meera: Antworten, Teil I. ISBN 3-9805475-1-5.
- Mutter Meera: Antworten, Teil II. ISBN 3-9805475-6-6.
- Adilakshmi: Die Mutter.Heinrich Schwab Verlag, Argenbühl 1999, ISBN 3-9805475-0-7.